# Contusus brevicaudus
Contusus brevicaudus es una especie de peces de la familia Tetraodontidae en el orden de los Tetraodontiformes.

## Morfología
- Los machos pueden llegar alcanzar los 25 cm de longitud total.[1][2]

## Hábitat
Es un pez de mar y, de clima templado y demersal que vive hasta 20 los m de profundidad.

## Distribución geográfica
Se encuentra al sur de Australia: desde Australia Occidental hasta Nueva Gales del Sur, incluyendo Tasmania.

## Costumbres
Es nocturno.

## Observaciones
Es inofensivo para los humanos.